# Lost Cause
«Lost Cause» (с англ. — «Безнадёжный случай») — песня американской певицы Билли Айлиш, вышедшая 2 июня 2021 года на лейблах Darkroom и Interscope Records, как четвёртый сингл из второго студийного альбома Happier Than Ever. Айлиш и её брат Финнеас О’Коннелл написали её в соавторстве, в то время как последний занимался продюсированием.

## История
28 мая 2021 года американская певица Билли Айлиш поделилась в Instagram немым пятисекундным видео, на котором она смотрит за кадром. Под заголовком она написала: «Новая песня выйдет на следующей неделе». Брат Айлиш, американский певец и продюсер Финнеас О’Коннелл также подтвердил выпуск, разместив в своем аккаунте в Твиттере сообщение: «Новая песня Билли появится очень скоро». 31 мая 2021 года Айлиш поделилась Instagram разными фотографиями себя и одним из автомобильных колес с подписью: «Nothing but a lost cause». 1 июня 2021 года певица объявила в социальных сетях, что «Lost Cause» выйдет 2 июня 2021 года и что это будет четвёртый сингл с её грядущего студийного альбома Happier Than Ever (2021). Наряду с тем же объявлением, Айлиш сообщила, что видеоклип на песню будет выпущен в тот же день.

## Композиция
«Lost Cause» — это трип-хоп песня, включающая джазовую инструментовку. По словам Мэдисон Вейн из Esquire, в песне использована «пропитанная реверберацией акустическая гитара», а слова: «Я знаю, ты думаешь, что ты такой изгой» — это «прямой ответ» на её хит номер один 2019 года сингл «Bad Guy». Итан Шанфельд из Variety написал, что Айлиш «напевает поверх изящной басовой партии и ослабляет барабанный ритм». Рен Грейвс из Consequence считает, что Айлиш демонстрирует свой «дымный голос на сдержанном треке, который предлагает чуть больше, чем лукавый бас позади неё».
Херан Мамо из Billboard заявил, что песня о «знойном поцелуе» позволяет «бывшей любовной увлеченности Айлиш знать, что она видит его насквозь и замечает, что он всего лишь безнадёжный случай», в то время как Зои Хейлок из Vulture считает, что Айлиш «поёт о том, чтобы двигаться дальше от бывшего». Брентон Бланше из Complex упомянул, что Айлиш поёт о «безработном человеке, который не мог даже принести ей цветы». Клэр Шаффер из Rolling Stone считает, что в этой песне певица «подвергает кого-то критике за их апатию»: «Ты просто безнадёжный случай / И всё вообще не так, как было когда-то / Я знаю, ты мнишь себя вне закона / Но у тебя нет работы».

## Отзывы
Клэр Додсон из Teen Vogue сравнила трек с предыдущим синглом Айлиш «Your Power» (2021), назвав последний «более уязвимым [и] воздушным», а первый — «более лёгким и игривым». Коко Ромак из MTV назвала песню «сдержанным гимном расширения прав и возможностей» и сравнила её с синглом американской женской группы TLC 1999 года «No Scrubs» и синглом английской певицы Дуа Липа «New Rules». Джеймс Реттиг для Stereogum назвал трек «свежим и непринужденным». Стефани Эккардт из журнала W заявила, что «Lost Cause» является лишь «последним указанием того, куда [Айлиш] направится в следующий раз в преддверии выпуска её долгожданного второго альбома Happier Than Ever». Габриэль Санчес для The A.V. Club высказал мнение, что Айлиш известна тем, что «цепляется за меланхолию, нашёптывает печальные истории о монстрах под кроватью», но сказала, что в песне она «выглядит счастливее, чем когда-либо была».

## Музыкальное видео
Музыкальное видео на песню было выпущено в тот же день, что и сингл. Режиссёром видео была исключительно Айлиш. Весь клип выполнен в светлых и приглушенно-пастельных тонах. Певица приглашает группу женщин на дневную вечеринку-девичник в особняк в Лос-Анджелесе. Они делают некоторые танцевальные движения вокруг кровати размера «king-size», передвигается по холлу, делают тверк, играют в Твистер, дурачатся, стреляют из водяных пистолетов, пьют апельсиновую газировку и едят картофельные чипсы. Айлиш носит огромную бежевую футболку и подходящие кремовые велосипедные шорты от Skims, а её подруги носят майки и свитера. Затем Айлиш переодевается в синюю кофточку, шорты и халат, в то время как её друзья носят «облегающие вещи» в пастельных синих и серых тонах. В роли 6 подружек Айлиш снимались Эшли Николь, Джоя Джексон, Кэррис Брукс, Лекси Смит, Наталия Сантьяго и Юлиана Мальдонадо.
Кристиан Аллер из Vogue заявил, что «подходящие наряды — это то, что действительно делает эту ночную вечеринку незабываемой». Джордан Дарвилл из The Fader и Брит Доусон из Dazed сравнили видео с музыкальным видео на сингл «7/11» певицы Бейонсе 2014 года. В редакции DIY отметили, что в видео есть «скоординированная по цвету и безукоризненно поставленная вечеринка для сна».

## Чарты
| Чарт (2021)                                  | Высшая позиция |
| -------------------------------------------- | -------------- |
| Австрия (Ö3 Austria Top 40)                  | 24             |
| Канада (Billboard Canadian Hot 100)          | 16             |
| Чехия (Singles Digitál Top 100)              | 36             |
| Германия (GfK)                               | 45             |
| Мир (Billboard Global 200)                   | 15             |
| Венгрия (Single Top 40)                      | 34             |
| Венгрия (Stream Top 40)                      | 29             |
| Ирландия (IRMA)                              | 9              |
| Нидерланды (Single Top 100)                  | 48             |
| Новая Зеландия (RMNZ)                        | 5              |
| Португалия (AFP)                             | 22             |
| Швейцария (Schweizer Hitparade)              | 17             |
| Великобритания (OCC UK Singles)              | 14             |
| США (Billboard Hot 100)                      | 27             |
| США (Billboard Hot Rock & Alternative Songs) | 3              |

## Сертификации
| Регион                                                                      | Сертификация  | Продажи |
| --------------------------------------------------------------------------- | ------------- | ------- |
| Австралия (ARIA)                                                            | Платиновый    | 70 000  |
| Бразилия (ABPD)                                                             | 2× Платиновый | 80 000  |
| Польша (ZPAV)                                                               | Золотой       | 25 000  |
| Португалия (AFP)                                                            | Золотой       | 5000    |
| Великобритания (BPI)                                                        | Серебряный    | 200 000 |
| Данные о продажах + прослушиваниях приведены только на основе сертификации. |               |         |

## История релиза
| Страна | Дата        | Формат                     | Лейбл               | Источники |
| ------ | ----------- | -------------------------- | ------------------- | --------- |
| Разные | 2 июня 2021 | Цифровые загрузки стриминг | Darkroom Interscope | [ 10 ]    |